# Tube en acier
Pour les articles homonymes, voir Tube.
 (septembre 2007).
Si vous disposez d'ouvrages ou d'articles de référence ou si vous connaissez des sites web de qualité traitant du thème abordé ici, merci de compléter l'article en donnant les références utiles à sa vérifiabilité et en les liant à la section « Notes et références ».
Dans l'industrie et le secteur du bâtiment et des travaux publics (BTP), le terme de tube est souvent réservé au cylindre en acier et celui de tuyau au cylindre fabriqué à partir d'autres matériaux (fonte, béton, polyéthylène, PVC, grès, fibre de verre).

## Types
Un tube est un objet creux, toujours plus long que large. Toutefois, on peut distinguer le tube du tuyau par son mode de fabrication. Le tube en acier peut être fabriqué de plusieurs façons :
- sans soudure : une barre pleine en acier de section circulaire (billette) est petit à petit laminée à chaud au diamètre extérieur requis, et percée à chaud par repoussage du métal[pas clair] jusqu'à obtention de l'épaisseur et de la longueur de tube requises.

- soudé sans apport de métal : une bobine de bande d'acier est déroulée à froid petit à petit et déformée par des galets jusqu'à la forme d'un cylindre au diamètre extérieur du tube souhaité ; les 2 rives de la bande de métal sont alors chauffées par induction pendant quelques secondes puis rapprochées jusqu'à leur mélange (fusion). Cette méthode est appelée soudage de type ERW (Electric Resistance Welding).

- Soudé avec apport de métal (par exemple, pour les fortes épaisseurs, avec le procédé SAW : Submerged arc welding) :

Il y a trois types de formage du tube pour ce procédé :
1. Le formage unitaire de tôle de longueur 12 m en général, pliée petit à petit pour être formée en U puis en O ; les 2 rives de la tôle sont ensuite soudées entre elles avec apport de métal (SAW soudé Long ou SAW-SL)
2. Le formage d'une bande d'acier déroulée en forme de spirale à partir d'une bobine (coil) jusqu'à l'obtention d'un tube au diamètre souhaité ; les 2 rives de la tôle sont ensuite soudées avec apport de métal (SAW soudé spiral ou Hélicoîdal SAW-SH).
3. L'envirolage : on fait passer entre trois rouleaux métalliques une tôle qui prend peu à peu la forme d'un cylindre au fur et à mesure que l'on joue sur la hauteur des cylindres entre eux ; une fois transformées en cylindre complet, les 2 rives sont soudées entre elles (SAW 3 rolls Bending ou SAW 3RB)

## Dimensions et poids
Pour définir un tube il faut :
- une section ;
- une longueur.

Dans le langage courant, le terme de « tube » désigne un tube cylindrique ; pour le définir, il faut alors :
- un diamètre extérieur ;
- un diamètre intérieur ;
- une longueur ;

ou bien :
- un diamètre moyen, parfois appelé « diamètre au plan neutre » ou bien abusivement « diamètre à la fibre neutre » ;
- une épaisseur ;
- une longueur.

En construction, on utilise également des tubes carrés ou rectangulaires.
Pour le calcul du poids d'un tube cylindrique, quel que soit le matériau dont il est constitué, la formule est : [(diamètre extérieur - épaisseur de la paroi) x épaisseur de la paroi x Pi (3,1415926) x densité du matériau], le tout divisé par 1000.
où :
- le poids est exprimé en kilogramme par mètre de tube
- le diamètre extérieur (D.e) est exprimé en millimètre
- l'épaisseur (ép.) de la paroi est exprimé en millimètre
- la densité en tonne par mètre cube

### Exemple
Poids d'un tube acier de diamètre extérieur 20 pouces ou 508 mm, dont la paroi est 5 mm :
((D.e 508,0 mm - ép. 5,0 mm) x ép. 5,0 mm x 3,1415926 x 7,85)/1000 = 62,0 kg
On peut raccourcir la formule pour le matériau acier comme suit :
On remplace (3,1415926 x 7,85)/1000 par la valeur 0,0246615
La formule pour les tubes en acier devient alors : poids (kg/m)= (D.e - ép.)x ép. x 0,0246615 où :
- D.e est en millimètre
- ép. est en millimètre
- le poids en kilogramme par mètre

## Utilisation des tubes en acier
On distingue trois grands types de tubes en acier : cylindrique (rond), rectangulaire et carré. Ces différents tubes sont majoritairement utilisés dans des actions de travaux de maçonnerie notamment grâce à leurs caractéristiques physiques (entretien, flexion, résistance aux pressions et torsions),,.
Ces tubes peuvent être transformés à l'aide d'outils adaptés tels que les scies circulaires, le laser ou bien un chalumeau oxyacétylénique.